# Japans damlandslag i handboll
Japans damlandslag i handboll representerar Japan i handboll på damsidan. 

## Resultat
- Asiatiska mästerskapet 2004: 1
- Asiatiska mästerskapet 2006: 3
- Asiatiska mästerskapet 2008: 3
- Världsmästerskapet 2009: 16
- OS 2020 i Tokyo: 12
- Världsmästerskapet 2021: 11